# Hamtic, Antique
Hamtic là một đô thị cấp bốn ở tỉnh Antique, Philippines. Theo điều tra dân số năm 2015, đô thị này có dân số 48.592 người trong.

## Các đơn vị hành chính
Hamtic, về mặt hành chính, được chia thành 47 khu phố (barangay).
| - Apdo - Asluman - Banawon - Bia-an - Bongbongan I-II - Bongbongan III - Botbot - Budbudan - Buhang - Calacja I - Calacja II - Calala - Cantulan - Caridad - Caromangay - Casalngan | - Dangcalan - Del Pilar - Fabrica - Funda - General Fullon (Tina) - Guintas - Igbical - Igbucagay - Inabasan - Ingwan-Batangan - La Paz - Gov. Evelio B. Javier (Lanag - Linaban - Malandog - Mapatag - Masanag | - Nalihawan - Pamandayan (Botbot) - Pasu-Jungao - Piape I - Piape II - Piape III - Pili 1, 2, 3 - Poblacion 1 - Poblacion 2 - Poblacion 3 - Poblacion 4 - Poblacion 5 - Pu-ao - Suloc - Villavert-Jimenez |